# Jampil
Jampil (ukrainsk: Ямпіль; russisk: Ямполь; rumænsk: Iampol) er en by i det vestlige Ukraine. Byen ligger på grænsen til Moldova i en kløft på venstre bred af floden Dnestr. Den har 10.679 (2022) indbyggere og ligger i Mohyliv-Podilskyj rajon i Vinnytska oblast.